# Cónclave de 1559
El cónclave papal de 1559 (del 5 de septiembre al 25 de diciembre) se convocó a la muerte del papa Pablo IV y eligió a Giovanni Angelo Médici como Pío IV como su sucesor. Debido a la interferencia de los gobernantes seculares y a la indiferencia de los cardenales ante su supuesto aislamiento del mundo exterior, fue el cónclave más largo del siglo XVI.

## Muerte de Pablo IV y preparativos
El Papa Pablo IV murió el 18 de agosto de 1559, a la edad de 83 años. Sus reformas eclesiásticas se habían basado principalmente en medidas represivas como la Inquisición y el Índice de Libros Prohibidos; no tenía confianza en el Concilio de Trento, lo disolvió en 1552 y no lo restableció.
Incluso los cardenales fueron acusados de herejía: al morir Pablo IV, el cardenal Morone se encontraba prisionero de la Inquisición en el castillo de Sant'Angelo. Pablo IV, temiendo que Morone se convirtiera en su sucesor, emitió la bula papal Cum ex officio Apostolatus, que estipulaba que un hereje no podía ser elegido papa válidamente. Sin embargo, esto fue en vano, ya que el Colegio Cardenalicio liberó a Morone tras la muerte de Pablo y le permitió participar en el cónclave. La bula también abarcó al cardenal d'Este, de quien Pablo se quejó de que intentaba convertirse en papa por simonía.
Las reformas de Pablo IV no abolieron el nepotismo, sin embargo – 3 de los cardenales en el cónclave eran sobrinos de Pablo, el más influyente siendo Carlo Carafa y los otros dos siendo Diomede Carafa y Alfonso Carafa. Siguiendo el modelo del papa Alejandro VI (uno de los papas Borgia, que había muerto en la misma fecha que Pablo 56 años antes), Pablo había intentado construir el poder de su familia en Italia, principalmente a expensas de la familia Colonna, cuyas muchas tierras (incluido el feudo imperial Palia) fueron confiscadas y entregadas a la familia Carafa. 
Los sobrinos de Pablo gobernaron incluso más brutalmente que él y abusaron tanto de su poder que en un momento dado Pablo se vio obligado a intervenir, despojando a Carlo del poder a principios de 1559. Carlo nunca recuperó el favor de su tío y después de la muerte de Pablo, él y los otros dos cardenales-sobrinos de Pablo tenían buenas razones para temer que sus enemigos ahora tomarían venganza.
Pablo IV era rigurosamente ortodoxo, intolerante y autoritario. Tras su muerte, estallaron disturbios espontáneos en Roma, donde multitudes derribaron su estatua y atacaron la sede de la Inquisición. Por lo tanto, se desplegaron 3700 soldados para mantener el orden, incluidos 300 de caballería.

## Participantes
En el momento del cónclave había 55 cardenales, de los cuales 47 participaron. De ellos, uno falleció durante el cónclave (Capodiferro) y dos tuvieron que marcharse prematuramente por enfermedad.
De estos 47 cardenales, 37 eran italianos, 7 franceses, 2 españoles y 1 alemán. 13 habían sido nombrados por el papa Pablo IV, 11 por el papa Julio III, 20 por el papa Pablo III, 2 por el papa Clemente VII y 1 por el papa León X.

## Ausentes
8 cardenales (5 franceses, 1 español, 1 portugués y 1 italiano) no acudieron al cónclave. 2 de estos 8 murieron durante su sesión:

## Facciones y candidatos
El Colegio Cardenalicio se dividió en tres facciones: una española (17 cardenales, encabezada por los cardenales Sforza y Madruzzo), una francesa (16 cardenales, encabezada por Hipólito d'Este y de Guisa) y una italiana (14 cardenales, encabezada por Carlo Carafa y Alessandro Farnese). Algunos cardenales se mantuvieron neutrales. El embajador español, Don Francisco de Vargas Mejía, se colaba regularmente en el cónclave para asesorar al grupo español.
Los candidatos franceses a papado eran D'Este, Gonzaga y Tournon. El rey de Francia favoreció al cardenal Carpi. Felipe II de España prefirió a los cardenales Carpi, Morone, Puteo, Medici y D'Oler; en resumen, a cualquier candidato que no fuera D'Este ni francés. Cosme I, duque de Florencia, favoreció, aunque sin parentesco, al cardenal Giovanni Angelo de' Medici, hermano menor de Gian Giacomo Medici, general imperial en Alemania y Siena. En total, hubo más de 20 candidatos.
Para Carlo Carafa, la elección del nuevo papa era literalmente una cuestión de vida o muerte, por lo que utilizó el cónclave principalmente para obtener garantías de que él y sus familiares no serían castigados por sus abusos. Contaba con una gran ventaja: los cardenales italianos propuestos por su tío Pablo le permanecieron leales. Favoreció a Carpi y Gonzaga para el papado. Aunque su tío era enemigo de España y apoyaba a Francia, Carlo decidió aliarse con el partido español.

## Curso
El papado fue criticado por no abordar los abusos, y el colegio cardenalicio estaba dividido entre moderados y conservadores, así como según líneas nacionales.
El cónclave comenzó el 5 de septiembre de 1559, con la presencia de 40 cardenales. Aprovechando que los cardenales franceses aún no habían llegado a Roma, la facción española intentó que Carpi fuera elegido por aclamación, pero este intento fracasó porque Sforza (uno de los líderes de la facción) se opuso a la elección de Carpi y acordó en secreto con d'Este que perdería.
En esta situación, se implementaron los procedimientos habituales. El 8 de septiembre, los electores firmaron la capitulación electoral, que exigía al papa elegido continuar la reforma de la Iglesia y la curia, reanudar las deliberaciones del Concilio de Trento y promover la paz entre los príncipes cristianos. A finales de septiembre, siete cardenales más habían llegado a Roma.
Durante algunas semanas, las votaciones se llevaron a cabo rutinariamente, sin ningún resultado. La mayoría de los votos fueron para candidatos minoritarios. Los españoles Pacheco y Cueva obtuvieron regularmente entre doce y veinte votos; el 13 de septiembre, el francés Leonocourt recibió 18 votos; el 18 de septiembre, el cardenal ausente Enrique de Portugal obtuvo 15 votos y 5; otros que votaron en este momento fueron Rebiba, Ghisleri y Saraceni. Rannucio Farnesio obtuvo 21 votos en las elecciones celebradas en el aniversario de la elección de su abuelo como papa. Del 9 de septiembre al 16 de diciembre se celebraron 68 votaciones infructuosas.
Los favoritos seguían aspirando al cargo. Sin embargo, el 18 de septiembre, con el apoyo del cardenal Farnesio, el cardenal Carpi se presentó de nuevo como candidato. En las siguientes rondas, obtuvo entre 11 y 16 votos. El 22 de septiembre, los franceses intentaron que el cardenal Tournon fuera elegido, pero sus posibilidades se vieron frustradas por la oposición de Carafa, que apoyaba al español Pacheco. En la votación de ese día, Tournon obtuvo un total de 20 votos (incluidos 5 por adhesión) y Pacheco, 19 (incluido 1 por adhesión).
Unos días después, los franceses acordaron con Sforza, líder de la facción española, apoyar al cardenal Gonzaga e impulsar su elección por aclamación. Este plan fracasó, con la oposición de Gonzadze, Carafa y parte de la facción española.
El 25 de septiembre, el embajador de Felipe II, Vargas, llegó a Roma y, bajo sus auspicios, Sforza, Farnesio y Carafa se reunieron el 2 de octubre. El embajador sugirió a Puteo como candidato en lugar de Carpi y Pacheco. Sin embargo, Farnesio y Carafa se negaron, y la reunión fracasó. Por entonces, Sforza comenzó a luchar en dos frentes: prometió a la facción francesa que seguiría promoviendo la causa de Gonzaga y al partido italiano que lo haría a favor de Pacheco y Carpi.
A finales de septiembre y principios de octubre, se produjo un extenso intercambio de correspondencia entre los cardenales proespañoles y Felipe II. Francisco II de Francia y Fernando I, emperador del Sacro Imperio Romano Germánico, también enviaron cartas a los cardenales recomendando la candidatura de Gonzaga. Esta violación de la norma canónica que establecía que el cónclave debía celebrarse en secreto y sin la influencia de líderes seculares indignó al pueblo romano, que protestó, pero du Bellay (decano del Colegio Cardenalicio) rechazó las objeciones.
En la segunda quincena de octubre, Carafa rompió su alianza con Sforza, ya que Felipe II decidió devolver el feudo Palli Colonnie Marcantonio y ordenó a los cardenales españoles que impidieran a toda costa la elección de Gonzaga. El cardenal d'Este se alió con Carafa con la esperanza de ganar las elecciones, pero la votación del 1 de diciembre demostró que fue en vano, ya que muchos de los que habían prometido votar por él no lo hicieron. Los franceses también intentaron, sin mucho éxito, que los cardenales Tournon y Suau fueran elegidos.
A principios de diciembre, de acuerdo con los franceses, Carafa volvió a proponer a Gonzaga, con la intención de lograr su elección por aclamación. Sin embargo, mientras tanto, Carafa recibió una carta que retiraba las garantías esperadas de Felipe, y él y los franceses volvieron a su alianza con el partido español. Entonces se comprometió por escrito al cardenal Sforza a no respaldar a ningún candidato al que se opusiera Felipe II. Como resultado, esta sesión, que eligió al cardenal Gonzaga, casi terminó con la elección por aclamación del cardenal Carpi. El prolongado cónclave generó creciente preocupación en las calles de Roma, especialmente porque el camarlengo se vio obligado a reducir el número de tropas debido a problemas financieros.
Tras el derrocamiento de Gonzaga, respaldado por Francia, se sugirió a Pisani como "papa de transición", pero sin éxito. A principios de diciembre, su partido perdió fuerza: el 1 de diciembre falleció el cardenal Capodiferro, mientras que el 13 de diciembre, Du Bellay tuvo que abandonar el cónclave por enfermedad, cediendo sus funciones de decano del colegio al cardenal Tournon. Seis días después, Saraceni también abandonó el cónclave. Los franceses habían perdido la capacidad de bloquear a los candidatos del partido opositor, por lo que los españoles intentaron imponer la elección del cardenal Pacheco. En la votación del 18 de diciembre, los españoles solo perdieron la mayoría necesaria por tres votos.
La festividad navideña era inminente, lo que llevó a los líderes de las facciones a hacer las paces y alcanzar un acuerdo. En una reunión celebrada el 22 de diciembre, los líderes de los tres partidos se reunieron para elegir un candidato aceptable para todas las partes. Los franceses sugirieron al cardenal Cesi, los españoles al cardenal Medici, pero Carafa permaneció indeciso. Finalmente, los franceses fueron persuadidos para respaldar al cardenal Medici, quien también contaba con el firme apoyo del duque de Florencia y el vicecanciller Alessandro Farnese. Carafa también apoyó finalmente a Medici, quien le prometió una amnistía.

## Elección
En la tarde del 24 de diciembre, 44 cardenales se reunieron en la Capilla Sixtina y eligieron a Giovanni Angelo Medici como papa por aclamación, poniendo fin al cónclave más largo del siglo XVI. Sin embargo, los cardenales preguntaron a Medici si consentiría en un escrutinio al día siguiente. Respondió que sí, siempre que estipularan que la elección por aclamación del 24 de diciembre fuera válida y canónica. A la mañana siguiente, el 25 de diciembre, se celebró un escrutinio y se emitieron cuarenta y cuatro votos; dos cardenales estaban ausentes, Saraceni y du Bellay. 
Medici recibió todos los votos excepto el suyo. Emitió sus votos para: François de Tournon, Rodolfo Pio di Carpi, Pedro Pacheco de Villena, Ercole Gonzaga e Ippolito d'Este. Esta es otra clara indicación de que se estaba utilizando el voto preferencial en los escrutinios, y que un elector podía votar, y de hecho votaba, por más de una persona en una papeleta. Giovanni de' Medici tomó el nombre de Pío IV y en la fiesta de la Epifanía del 6 de enero de 1560 el cardenal protodiácono Alessandro Farnese lo coronó con la tiara papal.
Una semana después de su elección, Pío promulgó nuevas normas que gobernaban el secreto del cónclave, para abordar algunas de las influencias externas sobre el mismo.
La elección de Pío IV fue una reacción al brutal gobierno de Pablo IV y sus sobrinos. Pío no tenía nada que ver con el orgullo y la arrogancia de su predecesor y reanudó y completó el Concilio de Trento. Aunque había engendrado tres hijos antes de su consagración como papa, los mantuvo en la oscuridad y fuera del gobierno de la iglesia, a diferencia del papa Pablo III y el papa Alejandro VI. Su único sobrino cardenal fue Carlos Borromeo, un futuro santo; en cuanto a los sobrinos de Pablo IV, este no mostró piedad, arrestando a Carlos y Alfonso en 1560 (Diomedes había muerto justo después del cónclave), ejecutando a Carlos en 1561 y solo indultando a Alfonso después de que este pasara más de un año en prisión.